# بينغت بيرسون
بينغت بيرسون (بالسويدية: Bengt Persson)‏ هو مدرب كرة قدم سويدي، ولد في 1942.